# Новогодние обещания
Новогодние обещания (англ. New Year’s Resolutions — «новогодний обет, клятва») — новогодняя традиция, распространённая в основном в англоязычном обществе, обещание человека-идеалиста начать новую жизнь, порвать с вредными привычками, принимаемое 1 января. Несмотря на шутливый характер, нередко обещание даётся в письменной форме в дневнике или в присутствии друзей.

## История
Традиция новогодних обетов восходит к античным обычаям празднования Нового года. Чтобы сохранить расположение богов, древние вавилоняне в конце года возвращали хозяевам занятые вещи, рассчитывались с долгами и мирились с соседями. В январе древние римляне давали друг другу обещания морального толка. Считалось, что они могут задобрить двуликого Януса — бога, в честь которого назван первый месяц года. Одним лицом бог смотрел в прошлое, другим — в будущее. С античных времен считалось удачным начинать предприятия делового характера в первых числах Нового года, так как им благоволит Янус. В Средневековье существовала так называемая «клятва на павлине» (англ. peacock vow), когда рыцари-вассалы в канун Нового года повторяли клятву верности своему сюзерену.
Возвращение к традиции произошло во времена Реформации и противопоставления Рождества и Нового года. В Средневековье рождественские праздники сопровождались пиршествами, маскарадами и плотскими утехами, восходящими к римским сатурналиям. Согласно идеям пуританства, быстро распространившимся в Европе, подобные излишества не соответствовали духу религиозных торжеств. Принципиальные разногласия стали одной из причин столкновений католиков и протестантов в Англии в XVI—XVII веке. Пытаясь примирить лагеря, королева Елизавета I утвердила несколько законов, вернувших страну к более строгим религиозным нормам. Так, Акт 1559 года обязывал верующих участвовать в богослужениях. В 1640—1650 годах в Англии вспыхнула Гражданская война. В результате победы пуритан утвердился формат религиозных праздников, в котором акцент смещался с развлекательной составляющей на моральную и духовную сторону человека. Со стороны верующих поощрялось давать обет о порядочном и безгрешном поведении. Одновременно с вводом григорианского летоисчисления произошла унификация календаря европейских стран, и праздник 1 января стал приобретать популярность повсеместно. Клятвы о послушании и благопристойном поведении стало принято давать в канун Нового года.
Традиция давать новогодний обет формировалась с начала XVII века. К примеру, английское выражение I’m resolved («Я полон решимости») или «Resolution», применительно к обещанию, изначально носило религиозный оттенок. Так, Псалтирь 17:3 в англоязычной редакции сообщает: I have resolved that my mouth will not sin. «Я решил не грешить языком своим». Известность приобрели нравоучительные дневники шотландской писательницы Эни Халкетт (en), изданные в 1671 году и озаглавленные Resolutions.

## Современная традиция
Первые же документальные свидетельства показывали, что с соблюдениями новогодних обязательств возникали трудности. 31 декабря 1661 года автор знаменитого дневника стюартовских времен Сэмюэл Пипс принял обет пить меньше вина. Сохранилась расписка от 20 января 1662 года о доставке в его дом четырёх галлонов малаги. C XIX века дидактическая сторона обещаний практически потеряла актуальность. Традиция постепенно стала идеалистичной и поводом для саркастических шуток. Оскар Уайльд писал: «Хорошие обещания просто чеки, которые люди выписывают, зная, что в банке пусто на счету». Марк Твен вторил ему: «Новый год — замечательное время для обещаний. Пройдет неделя, и вы выложите ими дорогу в ад». Газеты и журналы в англоязычном мире в январских номерах часто публикуют материалы об обещаниях и рекомендации по их исполнению. Популярны открытки, ежегодники с распространёнными примерами New Year resolutions.

## Статистика и оценки
Самые часто используемые новогодние обещания в США:
1. Начать худеть, вести здоровый образ жизни
2. Расплатиться с долгами
3. Начать откладывать деньги[4]

По оценкам журнала Forbes в начале 2000-х годов около 40 % американцев дают новогодние обещания, в Австралии — около 42 % жителей. По оценкам исследователей из Скрантонского университета, не более 8 % из них достигли поставленных целей. 35 % опрошенных австралийцев сообщили, что поставили абсолютно невыполнимые задачи, 23 % из обещавших сообщили, что попросту забыли о них.
По мнению Дэвида Катца, даже попытка испытать свою силу воли и такая статистика является неплохой, оставляя возможности развития. C точки зрения поведенческой психологии, результат можно рассматривать как удовлетворительный. Новый год — время, когда людям легче изменить жизнь, устоявшиеся привычки. Это своего рода окно возможностей (en) для попытки достичь определённую цель. Психологи рекомендуют ставить реалистичные цели, сообщать о них близким людям, вести детальный дневник достижений или успехов, анализировать свой прогресс.

## В культуре
В 11 эпизоде 5-го сезона сериала «Друзья» («The One With All The Resolutions») главные герои дают друг другу новогодние обещания.